# Kolekcija (matematika)
Kolekcija je pojam iz teorije skupova. Prema naivnoj teoriji skupova, 
skup je kolekcija objekata koji zajedno čine cjelinu. Bertrand Russell je otkrićem svog paradoksa i prvi dokazao da nije svaka kolekcija skup. U daljnjoj razradi pojma svaku se kolekciju objekata naziva klasom.